# Contea di Jiangkou
La contea di Jiangkou (江口县S, Jiāngkǒu XiànP) è una contea della Cina, situata nella provincia del Guizhou e amministrata dalla prefettura di Tongren.